# ATP Challenger Viña del Mar
Der ATP Challenger Viña del Mar (offiziell: Viña del Mar Challenger) war ein Tennisturnier, das von 1984 bis 1993, mit Ausnahme von 1990 und 1992, sowie 2023 in Viña del Mar, Chile, stattfand. Es gehörte zur ATP Challenger Tour und wurde im Freien auf Sand gespielt. Hans Gildemeister ist mit je zwei Titeln im Einzel und Doppel der Rekordsieger des Turniers.

## Liste der Sieger

### Einzel
| Jahr                         | Sieger                | Finalgegner       | Ergebnis          |
| ---------------------------- | --------------------- | ----------------- | ----------------- |
| 2023                         | Thiago Seyboth Wild   | Hugo Gaston       | 7:5, 6:1          |
| 1994–2022: nicht ausgetragen |                       |                   |                   |
| 1993                         | Marcelo Ingaramo      | Mauricio Hadad    | 6:1, 6:4          |
| 1992                         | nicht ausgetragen     | nicht ausgetragen | nicht ausgetragen |
| 1991                         | Gustavo Giussani      | Gabriel Markus    | 4:6, 6:2, 6:0     |
| 1990                         | nicht ausgetragen     | nicht ausgetragen | nicht ausgetragen |
| 1989                         | Carlos di Laura       | Pedro Rebolledo   | 6:4, 6:4          |
| 1988                         | Jim Courier           | Lawson Duncan     | 6:1, 6:1          |
| 1987                         | Peter Moraing         | Roberto Azar      | 4:6, 6:1, 6:4     |
| 1986                         | Hans Gildemeister (2) | Lawson Duncan     | 6:1, 6:0          |
| 1985                         | Hans Gildemeister (1) | Pedro Rebolledo   | 6:3, 6:4          |
| 1984                         | Álvaro Fillol         | Hans Gildemeister | 6:4, 6:4          |

### Doppel
| Jahr                         | Sieger                                | Finalgegner                      | Ergebnis          |
| ---------------------------- | ------------------------------------- | -------------------------------- | ----------------- |
| 2023                         | Diego Hidalgo Cristian Rodríguez      | Luciano Darderi Andrea Vavassori | 6:4, 7:65         |
| 1994–2022: nicht ausgetragen |                                       |                                  |                   |
| 1993                         | Marcelo Rebolledo Martín Rodríguez    | Andrei Merinow Laurence Tieleman | 6:3, 7:6          |
| 1992                         | nicht ausgetragen                     | nicht ausgetragen                | nicht ausgetragen |
| 1991                         | Juan Pino Mario Tabares               | Gabriel Markus Francisco Yunis   | 6:3, 6:2          |
| 1990                         | nicht ausgetragen                     | nicht ausgetragen                | nicht ausgetragen |
| 1989                         | José Luis Clerc Hans Gildemeister (2) | Richard Ashby Laneal Vaughn      | 7:5, 6:2          |
| 1988                         | Ricardo Acuña Luke Jensen             | Pablo Albano Fabian Blengino     | 6:1, 6:4          |
| 1987                         | Francisco González Víctor Pecci       | José López Maeso Alberto Tous    | 3:6, 6:3, 6:1     |
| 1986                         | Gustavo Luza Gustavo Tiberti (2)      | Craig Campbell Carlos di Laura   | 6:1, 6:2          |
| 1985                         | Hans Gildemeister (1) Belus Prajoux   | Ricardo Acuña Ernie Fernández    | 7:6, 6:3          |
| 1984                         | Carlos Gattiker Gustavo Tiberti (1)   | Hans Gildemeister Belus Prajoux  | 6:4, 5:7, 6:3     |